# 野中友
野中 友（のなか ゆう11月15日 - ）は、日本の漫画家、同人作家。福島県出身。

## 経歴
2002年より、サークル「UnisonBell」で活動を開始。学園漫画を中心に執筆していた。2012年からは活動ジャンルのフットワークを軽くする目的で、百合ジャンルでは「UnisonBell Lilac」として活動が開始された。
『THE ポッシボー 〜ロビンと魔法のエプロン〜』（原案：つんく♂、原作：安達元一、作画：野中友、製作協力：芳賀正光）が『FlexComixブラッド』（SBクリエイティブ）で2007年10月から2009年3月まで連載された。単行本第1巻が発売された。
2014年10月には「UnisonBell」および「UnisonBell Lilac」で2010年から2014年に出版された百合作品をまとめた短編集『ハミングガール』が一迅社から発売された。2017年6月には『コミック百合姫』（一迅社）2016年11月号から2017年7月号に掲載された百合作品をまとめた短編集『ときめく、はじめての。』が発売された。
その後、『コミック百合姫』2018年3月号から『みらいのふうふですけど?』が連載開始、2019年3月号に連載終了。2018年6月には単行本第1巻が、2019年2月には第2巻が発売された。

## 人物
趣味は競馬。著者近影やTwitterのアイコンには馬のキャラクターを使用している。

## 作品

### 連載
- THE ポッシボー 〜ロビンと魔法のエプロン〜（原案：つんく♂、原作：安達元一、作画：野中友、製作協力：芳賀正光）『FlexComixブラッド』（SBクリエイティブ） 2007年10月15日 - 2009年3月18日、全1巻
- みらいのふうふですけど?『コミック百合姫』（一迅社） 2018年3月号 - 2019年3月号、全2巻

### 短編集
- ハミングガール（一迅社）〈百合姫コミックス〉2014年11月1日発行
  - Lalala Melody（初出 : 同人誌、2014年5月発行）
  - カラフルワード（初出 : 同人誌、2013年5月発行）
  - スイッチングノイズ（初出 : 同人誌、2013年2月発行）
  - あのエーデルワイスは私のように（初出 : 同人誌、2012年5月発行）
  - ウスユキパズル（初出 : 同人誌、2012年11月発行）
  - まいにち!ブランニューデイズ（初出 : 同人誌、2010年8月発行）
  - 花咲かキュートガール（書き下ろし）
- ときめく、はじめての。（一迅社）〈百合姫コミックス〉2017年7月1日発行
  - まくあいカーテンコール（初出 :『コミック百合姫』 2016年11月号）
  - いじわるのすすめ（初出 :『コミック百合姫』 2017年7月号）
  - 恋の終わりは、（初出 :『コミック百合姫』 2017年5月号）
  - モノポライズ・ユア・タイム（初出 :『コミック百合姫』 2017年2月号）
  - ときめく、はじめての。（初出 :『コミック百合姫』 2017年4月号）
  - グッドモーニング・イヴ（初出 :『コミック百合姫』 2017年6月号）
  - それは、あしたから。（書き下ろし）

### 同人誌

#### オリジナル
- CassisTtapestry 2002年12月発行
- Slow style 2003年12月30日発行
- 私達のスタンダード 2004年8月15日発行
- Hit it off? 2004年12月30日発行
- ナミダノオンド 2004年12月発行
- ハッピー・スタディ・ライフ 2005年8月28日発行
- せかいひとつぶんの群青色 2005年11月6日発行（COMITIA74）
- ハッピー・スタディ・ライフ episode.2 うららかなる音に 2005年12月30日発行
- オレンジスウィートエッセンス 2006年2月19日発行
- Gradation Generation 2006年5月5日発行
- ウェルカムホーム マイ ベイビーズ 2006年12月31日発行
- モノクロームプレゼント 2007年8月19日発行
- ロマスペ 2008年8月17日発行（コミックマーケット74）
- コットンスパイク 2008年12月30日発行
- クラムジーデイズ 2009年8月16日発行
  - 総集編1冊目。『私達のスタンダード』『何一つ変わらない唄』『Hit it off?』『翼果』の再録と描き下ろし作品を収録。
- 僕らのリリック 2010年5月4日発行
  - 総集編2冊目。『CassisTtapestry』『ナミダノオンド』『せかいひとつぶんの群青色』『ウェルカムホーム マイ ベイビーズ』を再録。
- まいにち!ブランニューデイズ 2010年8月15日発行
- ダイヤモンドリリー 2010年12月31日発行
- ちょうどいいところ 2011年8月14日発行
- スリップオンドレス 2011年12月31日発行
- 然したる楽園もなく 2012年2月5日発行（COMITIA99）
- あのエーデルワイスは私のように 2012年5月5日発行（COMITIA100）
- Leftover cakes 2012年8月12日発行
- ウスユキパズル 2012年11月18日発行（COMITIA102、UnisonBell Lilac）
- ほうかごネバーエンド 2012年12月31日発行（UnisonBell Lilac）
- スイッチングノイズ 2013年2月3日発行（UnisonBell Lilac）
- カラフルワード 2013年5月5日発行（COMITIA104）
- over + over 2013年8月11日発行（コミックマーケット84）
- フユヤスミハナガスミ 2013年12月30日発行（コミックマーケット85）
- Lalala Melody 2014年5月5日発行
- アオキヒノジョウクウタ 2014年8月17日発行
- グローイングフラワー 2014年12月30日発行（コミックマーケット87、UnisonBell Lilac）
- ふにょいオブザサン 2014年12月30日発行
- Teleology 0.9 2015年8月16日発行
- わたしのきらきらぼし 2015年12月31日発行
  - 総集編3冊目。
- きみととなりのヒロイン 2016年5月5日発行
- ラブとボニーは交わらない? 2016年8月14日発行
- ヒロインたちのリチェルカーレ 2016年12月31日発行（コミックマーケット91）
- ぐろうなっぷ!! 2017年12月31日発行（コミックマーケット93）
- オジョウサマノオアソビ 2018年8月12日発行（コミックマーケット94）
- ペットとわたし 2018年12月31日発行（コミックマーケット95）
- 屋上で溶けたアイス・ブレンド 2019年5月12日発行（COMITIA128）
- みらいはふうふですけど? 2019年8月11日発行（コミックマーケット96）
- 愛眠さんのまくらくん 2019年12月30日発行
- 後輩お嬢様は欲しがっている! 2021年12月31日発行（コミックマーケット99）
- おとなのかお 2022年8月13日発行 （コミックマーケット100）
- なまいき様にはかなわない 2022年12月31日発行（コミックマーケット101）